# Eventyret om Karl-Bertil Jonssons juleaften
Eventyret om Karl-Bertil Jonssons juleafton (svensk: Sagan om Karl-Bertil Jonssons Julafton), også kendt som Karl-Bertil Jonssons juleaften er en fortælling af Tage Danielsson udgivet på Wahlström & Widstrand i 1964. I 1975 lavede Per Åhlin en tegnefilm over historien. Filmen vises hver juleaften i Sveriges Television. Musikken er skrevet af Gunnar Svensson. Fortællingen har også dannet basis for operasagaen "Snäll rebell" der blev førsteopført i 2004.

## Handling
Den rødhårede og fregnede Karl-Bertil, der er en stor beundrer af Robin Hood, iklæder sig sin fars noget for store julemandskostume og uddeler julegaver til beboere i slumkvartererne. Disse gaver er velhavende folks pakker  som han har tiltusket sig via sit feriearbejde på postens pakkeafdeling. Efterfølgende har han kontrolleret 
adressatens indkomst  i takseringskalenderen. Hans far, som er chef i et stormagasin bliver oprørt over sønnens kriminelle aktion, men det viser sig at de rige der blev berøvet deres julegaver, er glade for at slippe for dem.

## Stemmer
- Tage Danielsson – fortæller
- Per Andrén – Karl-Bertil Jonsson
- Toivo Pawlo – Tyko Jonsson, Karl-Bertils strenge far
- Marianne Stjernqvist – Karl-Bertils ømme mor
- Åke Fridell – Direktør H.K Bergdahl
- Catrin Westerlund – Fru Bergdahl

## Ekstern henvisning
- Hele teksten (på svensk) Arkiveret 24. september 2008 hos  Wayback Machine